# Tomares sabulosus
Tomares sabulosus är en fjärilsart som beskrevs av Charles Oberthür 1910. Tomares sabulosus ingår i släktet Tomares och familjen juvelvingar. Inga underarter finns listade i Catalogue of Life.